# ROH Driven
ROH Driven — реслинг pay-per-view от Ring of Honor. Запись PPV состоялась 23 июня 2007 года в клубе Frontier Fieldhouse, в Чикаго Ридж, Иллинойс. Первый показ PPV состоялся 21 сентября 2007 года.

## Матчи, результаты
- Тёмный матч: Алекс Пейн и Эрни Осирис, победили Митча Фрэнклина и Динго
- Отряд не Сожалеющих (Родерик Стронг, Дэйви Ричардс и Рокки Ромеро), победил Делириуса и Упругих (Мэтт Кросс и Эрик Стивенс) на 11:00 после начала.
  - Ричардс удержал Кросса после Д. Р. Драйвера.
  - После матча, Остин Эриес выбежал из толпы и атаковал Отряд не Сожалеющих.
- Клаудио Кастаньоли победил Мэтта Сайдала (8:20).
  - Кастаньоли удержал Сайдала после Мощной Бомбы.
- Наомити Маруфудзи победил БиДжей Уитмера (10:58).
  - Маруфудзи удержал Уитмера после Ширануи.
- Брент Олбрайт победил Пелле Примео (1:41).
  - Примео сдался после Лома.
- Такэси Морисима победил Джимми Рейва и защитил свой титул Чемпиона Мира ROH (3:58).
  - Морисима удержал Рейва после Бэкдроп Драйвера.
- Братья Бриско (Джей и Марк) победили Кевина Стина и Эль Дженерико защитив свои титулы Командных Чемпионов Мира ROH (16:08).
  - Дженерико был удержан после Шипастого Джей-Дриллера.
  - После матча, Стин атаковал Братьев Бриско лестницей.
- Тёмный матч:[2] Лейси и Рэйн (с Джимми Джейкобсом) победили Дэйзи Хейз и МсЧиф.
- Тёмный матч:[2] Найджел МакГинесс победил Криса Хиро (с Ларри Суинни, Тэнком Толандом и Бобби Демпси).
  - МакГинесс удержал Криса после Лондонской Башни.
  - Адам Пирс вышел на ринг и объявил открытый вызов любому. Вызов принял Такэси Морисима.
- Тёмный матч:[2] Такэси Морисима победил Адама Пирса и защитил свой титул Чемпиона Мира ROH
  - Морисима удержал Пирса после Бэкдроп Драйвера.
  - После матча, Шейн Хагадорн атаковал Морисиму.
- Тёмный матч:[2] КЕНТА победил Брайана Дэниелсона.
  - КЕНТА удержал Дэниелсона после Иди Спать.
- Брайан Дэниелсон победил Найджела МакГинесса (24:31).
  - МакГинесс сдался после Рогатого Искажения.
  - Матч не был частью шоу, записан 9 июня и показан на PPV.[3].